# Jeanie Marie
Jeanie Marie, aussi connue sous le nom de Jeanie Marie Sullivan, née dans le Comté de Clark le 4 décembre 1986, est une actrice pornographique américaine. Elle commence sa carrière en 2005 à l'âge de 19 ans.

## Biographie
Jeanie Marie est née le 4 décembre 1986 dans l'État américain du Nevada, et commence sa carrière dans l'industrie pornographique en 2005. Elle est depuis apparue dans plus de 110 films et a été récompensée en 2012 par une nomination aux AVN Awards.

## Prix et récompenses
- 2012: AVN Award – Best Group Sex Scene – Orgy : The XXX championship[3] - Nommée.

## Filmographie
- Oral Overload (2011)
- It's Okay She's My Step Daughter 8 (2011)
- P.O.V.: the Way I See It 5 (2011)
- Slumber Party 9 (2011)
- Horny Candy Stripers (2011)
- Internal Injections 4 (2011)
- Swingers Party (2011)
- Daddy's Bad Girl 2 (2010)
- Nothin' But Pussy (2010)
- No Dicks Allowed 6 (2010)
- Handfuls (2010)